# Unconditional Love (canción de Cyndi Lauper)
Unconditional Love (Amor incondicional en español) fue el último sencillo de la cantante Cyndi Lauper para su álbum A Night to Remember. Fue lanzado en Hong Kong. No fue un éxito de la carta.
Más tarde, la canción fue cubierta por The Bangles cantante Susanna Hoffs y Shiina Ringo para el sencillo "Kabukichou no Joou".
Steinberg y Kelly tarde reelaborado canción la melodía y letras de canciones para convertirse en el hit "Eternal Flame" de The Bangles.
- Datos: Q4052367